# Defusie
Defusie is de term die in kringen van gemeentepolitiek in België wordt gehanteerd voor het ongedaan maken van een fusie van gemeenten.
De fusies van gemeenten gebeurden in België en Nederland vooral in de zestiger en zeventiger jaren van de twintigste eeuw. Het motief van de overheid had te maken met het opheffen van gemeentebesturen voor veel te kleine en dus relatief te dure gemeenten.
Deze fusies waren soms welkom voor de bewoners, soms niet.
Daarom willen sommige politieke groeperingen in België (ongeacht hun politieke kleur) lokaal bepaalde fusies ongedaan maken.
Dit kan gaan om diverse redenen:
- Na de fusie komen bepaalde bewoners in een andere gemeente terecht met hogere gemeentebelastingen.
- De gemeente verliest na de fusie haar oorspronkelijk karakter.
- De bewoners vinden dat in de nieuwe, veel grotere bestuurseenheid hun wensen en problemen niet meer zo goed bekend zijn als in hun vroegere, kleine gemeente.
- Een bestaande gemeente werd door de fusie in twee of drie delen gesplitst en onder verschillende gemeenten verdeeld.

De voorstellen tot defusie kunnen geheel of gedeeltelijk zijn:
- Er zijn voorstellen om een bepaalde gemeentefusie volledig ongedaan te maken.
- Er bestaan voorstellen van bepaalde fusiegemeenten om zich aan de fusie te onttrekken.

## Huidige situatie
Defusie was in België de eerste jaren na de gedwongen gemeentefusionering van 1977 een veelbesproken thema. Mettertijd leken de burgers de fusieoperatie veelal aanvaard te hebben en is defusie een (letterlijk) uitstervend fenomeen. Bij diegenen geboren ná de fusie van '77 (en dus nooit anders geweten hebben dan de fusiegemeente) is defusie een onderwerp dat in zijn geheel niet leeft.
Enkel in sommige gevallen speelt defusie nog een rol in de gemeentepolitiek. Meest prominente voorbeeld is het Antwerpse district Ekeren.